# Lưới Gaussian

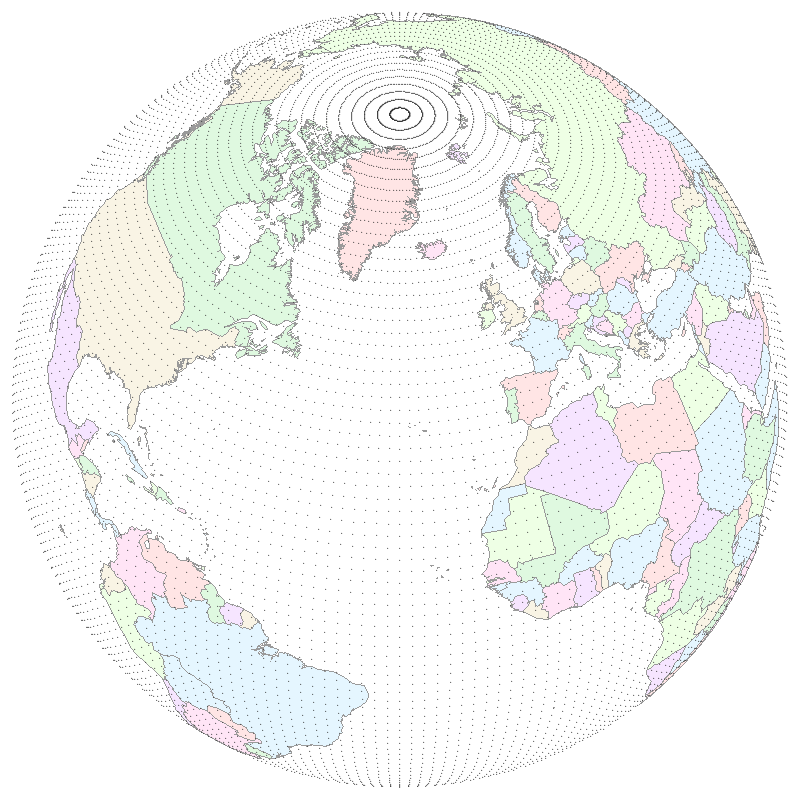
NCEP T62 điểm lưới Gaussian

Lưới Gaussian được sử dụng trong khoa học trái đất như là một hệ tọa độ ngang có lưới để mô hình hóa khoa học trên một mặt cầu (nghĩa là hình dạng gần đúng của Trái đất). Lưới có hình chữ nhật, với một số tọa độ trực giao (thường là vĩ độ và kinh độ).
Các điểm lưới cùng từng vĩ độ (hoặc song song), tức là, kinh độ, được đặt cách nhau bằng nhau. Do đó, ở mỗi vĩ độ, khoảng cách giữa hai độ kinh độ liền kề là như nhau. Tuy nhiên, các điểm lưới dọc theo mỗi kinh độ (hoặc kinh tuyến), tức là các vĩ độ, cách đều nhau: khoảng cách giữa các độ vĩ độ liền kề sẽ khác nhau. Thay vào đó, khoảng cách các vĩ độ được xác định bởi phương trình bậc hai Gaussian. Ngược lại, trong lưới vĩ độ địa lý "bình thường", các điểm lưới cách đều nhau dọc theo cả vĩ độ và kinh độ. Các lưới Gaussian cũng không có điểm lưới ở hai cực.
Trong một lưới Gaussian thông thường, số lượng các điểm lưới dọc theo kinh độ là không đổi, thường là gấp đôi số lượng dọc theo vĩ độ. Trong lưới Gaussian giảm (hoặc mỏng), số lượng điểm lưới trong các hàng giảm dần về các cực, giữ cho sự phân tách điểm lưới xấp xỉ không đổi trên mặt cầu.

## Ví dụ về lưới Gaussian
- Mô hình khí hậu toàn cầu CCCma của biến đổi khí hậu
  - [96 × 48]
  - [128 × 64]
- Trung tâm dự báo thời tiết trung bình châu Âu 
  - 192 × 96
  - 320 × 160
  - 512 × 256
  - 640 × 320
  - 800 × 400
  - 1024 × 512
  - 1600 × 800
  - 2048 × 1024
  - 2560 × 1280
- Các tính năng cho lưới ERA-40 Lưu trữ ngày 25 tháng 9 năm 2016 tại Wayback Machine